# Levi Marengo
Levi Luis Marengo (Paramaribo, 20 januari 1987) is een Nederlands voormalig profvoetballer van Surinaamse komaf. Sinds 2016 speelt hij voor CVV De Jodan Boys.
Hij speelde voor het jeugdteams van SBV Excelsior, Feyenoord en AZ (2006-07). Hij volgde zijn neef Royston Drenthe naar Spanje en debuteerde bij CD Ourense (2007-2009). Vervolgens speelde hij een seizoen in de Eerste Divisie bij Stormvogels Telstar. Daarna ging hij weer in de buurt van Drenthe spelen, die aan Hércules CF verhuurd was, bij Jove Español. Hierna speelde Marengo enkel nog in het Nederlandse amateurvoetbal.
Op 25 oktober 2016 in de door CVV De Jodan Boys onverwacht gewonnen KNVB-Bekerwedstrijd tegen Go Ahead Eagles was Marengo een van de doelpuntenmakers. Hierna kwam hij uit voor RKSV Leonidas en IFC Ambacht. Medio 2021 ging hij voor de nieuwe Nederlandse amateurclub FC Skillz spelen.